# Killpop
Killpop é um single da banda americana de metal Slipknot para o seu quinto álbum de estúdio .5: The Gray Chapter. Foi lançada inicialmente como um canção promocional/digital em 16 de  Outubro de 2014. Ele foi o quarto single lançado do álbum.

## Gráficos
| Gráfico (2015)                          | Posição |
| --------------------------------------- | ------- |
| UK Rock Chart (Official Charts Company) | 28      |
| US Rock Digital Songs(Billboard)        | 45      |
| US Mainstream Rock (Billboard)          | 10      |